# 琳·馬古利斯
琳·馬古利斯（英語：Lynn Margulis，也译作林恩·马古利斯，姓或譯作瑪格麗斯，1938年3月15日—2011年11月22日），美國生物學家，马萨诸塞大学阿默斯特分校在地球科學系的大學教授，天文學家卡爾·薩根的第一任妻子。著名於有關真核生物起源的理論，也是現今生物學所普遍接受的內共生學說的主要建構者，此學說解釋了細胞中某些胞器，如粒線體的由來。她發現動物，植物和真菌都源於原生生物。
1983年她获选美國國家科學院院士，还是俄羅斯自然科學院院士，並曾在1999年獲頒美國國家科學獎章。在最近的一些著作中，馬古利斯提倡所有生物之間存在著共生與合作，並將其與英國環境科學家詹姆斯·洛夫洛克的蓋亞假說連結。

## 生平

### 早年生活
1938年她出生于美国芝加哥，14岁在芝加哥大学学习，1960年在威斯康星大学获得遗传学与动物学硕士学位，1965年从加州大学伯克利分校获得遗传学博士学位。

### 逝世
2011年11月22日，在遭遇出血性中风五天后，馬古利斯在位于麻萨诸塞州阿姆斯特的家中逝世，享年73岁。

## 理論與研究

### 內共生
琳·馬古利斯在芝加哥大學完成學士學業，並在1963年獲得加州大學柏克萊分校的Ph.D.學位。1966年，當馬古利斯在波士頓大學擔任教職員時，寫了一篇理論性的報告，標題為《有絲分裂細胞的起源》（On the Origin of Mitosing  Cells （页面存档备份，存于））。根據馬古利斯的回憶，這篇文章一共被15家科學期刊所回退。最後才由《理論生物學期刊》（The Journal of Theoretical Biology）接受。雖然早在19世紀中期就有一些科學家提出關於共生的構想，在20世紀初期也有如康斯坦丁·梅瑞茲科夫斯基與伊凡·沃林等提出類似理論。但是馬古利斯的理論，是第一個直接根據微生物學研究所作的推論。
由於當時的生物學主流並不接受共生思想，因此她的理論很快地遭受駁斥。在多年的批評聲浪中，馬古利斯逐漸因她對推行內共生學說的堅持不懈而著名。她在1970年的著作《真核細胞的起源》（Origin of Eukaryotic Cells）當中，更進一步的描繪了有關於胞器起源的理論。到了1980年代，科學家們發現在粒線體及葉綠體兩種胞器內，藏有屬於它們自己DNA，且與藏於細胞核內的DNA並不相同。此發現使內共生學說得到了支持。到了現在，主流生物學界已經普遍接受內共生學說。英國新達爾文主義生物學家理查德·道金斯曾經如此評論馬古利斯與她對內共生學說的研究：
|  | 我非常欽佩琳·馬古利斯在內共生學說上所表現的十足勇氣與韌性，並帶領這個理論從異端走入正統。我認為關於真核生物和早期原核生物之間產生共生的構想，是20世紀演化生物學上最偉大的成就之一，而我因此對她感到欽佩。 |

### 共生關係驅動演化
後來馬古利斯又提出另一個理論，認為發生在不同界或門之間的生物共生關係，是驅動演化的力量。她認為遺傳變異的存在，是源自細菌、病毒以及真核細胞之間的訊息轉移。此理論可解釋人類基因組中部分DNA序列的來源。因為人類基因組計畫的研究發現，人體內藏有許多可能是細菌或病毒入侵時嵌入人類基因組中的DNA。這種現象類似於寄生，可能是人類與其他生物的遺傳物質發生變化的原因之一。
近年來馬古利斯持續強調共生與合作在生物演化上的重要性，並認為所有生物之間存在共生現象。同時更與英國生物學家詹姆斯·洛夫洛克合作闡述蓋亞假說。但這些理論並未為主流科學界所完全接受。此外，蓋亞假說的許多支持者來自神秘主義與新世紀運動人士，而馬古利斯對這些人多所批判。

## 家庭
馬古利斯是天文學家卡爾·薩根的第一任妻子，她的子女包括：
- 多里昂·薩根（英语：Dorion Sagan）：一名科普作家，和母親合寫了一些書籍。
- 傑里米·薩根（西班牙语：Jeremy Sagan）：軟體設計師、薩根科技（Sagan Technology）創辦人。
- 沙克利·馬古利斯-歐努馬（Zachary Margulis-Ohnuma）：一名律師。
- 珍妮佛·馬古利斯（Jennifer Margulis）：教師與作家。

## 著作與傳記
註：*代表中譯本的譯名，其他則為直譯。
- Margulis, Lynn and Dorion Sagan, 2007, Dazzle Gradually: Reflections on the Nature of Nature, Sciencewriters Books, ISBN 978-1-933392-31-8 (《娓娓動人：關於自然本質的深思》)
- Margulis, Lynn and Eduardo Punset, eds., 2007 Mind, Life and Universe: Conversations with Great Scientists of Our Time, Sciencewriters Books, ISBN 978-1-933392-61-5 (《心靈、生命及宇宙：與當代偉大科學家對話》)
- Margulis, Lynn, 2007, Luminous Fish: Tales of Science and Love, Sciencewriters Books, ISBN 978-1-933392-33-2 (《發光的魚：科學與愛的故事》)
- Margulis, Lynn and Dorion Sagan, 2002, Acquiring Genomes: A Theory of the Origins of Species, Perseus Books Group, ISBN 0-465-04391-7 (《獲得性基因組：關於物種起源的理論》)
- Margulis, Lynn, et al., 2002, The Ice Chronicles: The Quest to Understand Global Climate Change, University of New Hampshire, ISBN 1-58465-062-1 (《歷代冰河誌：了解全球氣候變遷》)
- Margulis, Lynn, 1998, Symbiotic Planet : A New Look at Evolution, Basic Books, ISBN 0-465-07271-2 (《共生行星：演化的新見解》)
- Margulis, Lynn and Karlene V. Schwartz, 1997, Five Kingdoms: An Illustrated Guide to the Phyla of Life on Earth, W.H. Freeman & Company, ISBN 0-613-92338-3 (《五大生物界：地球生命各大門圖說》)
- Margulis, Lynn and Dorian Sagan, 1997, What Is Sex?, Simon and Shuster, ISBN 0-684-82691-7 (《性是什麼？》)
- Margulis, Lynn and Dorion Sagan, 1997, Slanted Truths: Essays on Gaia, Symbiosis, and Evolution, Copernicus Books, ISBN 0-387-94927-5 (《傾斜的真相：論蓋亞、共生與演化》)
- Margulis, Lynn, 1992, Symbiosis in Cell Evolution: Microbial Communities in the Archean and Proterozoic Eons, W.H. Freeman, ISBN 0-7167-7028-8 (《細胞演化中的共生：太古時期及古代的微生物共同體》)
- Margulis, Lynn, ed, 1991, Symbiosis as a Source of Evolutionary Innovation: Speciation and Morphogenesis, The MIT Press, ISBN 0-262-13269-9 (《共生作為演化創造力的來源：物種形成與形態發生》)
- Margulis, Lynn and Dorion Sagan, 1991, Mystery Dance: On the Evolution of Human Sexuality, Summit Books, ISBN 0-671-63341-4 (*《性的歷史》)
- Margulis, Lynn and Dorion Sagan, 1987, Microcosmos: Four Billion Years of Evolution from Our Microbial Ancestors, HarperCollins, ISBN 0-04-570015-X (*《演化之舞：細菌主演的地球生命史》)
- Margulis, Lynn and Dorion Sagan, 1986, Origins of Sex : Three Billion Years of Genetic Recombination, Yale University Press, ISBN 0-300-03340-0 (《性的起源：三十億年來的遺傳重組》)
- Margulis, Lynn, 1982, Early Life, Science Books International, ISBN 0-86720-005-7 (《早期生命》)
- Margulis, Lynn, 1970, Origin of Eukaryotic Cells, Yale University Press, ISBN 0-300-01353-1 (《真核細胞的起源》)

## 外部連結
- （英文） UMass Bio Dept. (includes a partial list of technical publications)
- （英文） UMass Geo Dept. （页面存档备份，存于）
- （英文） www.immaculata.edu
- （英文） San Jose Science, Technology and Society, 2004-2005 Linus Pauling Memorial Lectures
- （英文） 內共生學說
- （英文） Gaia Is a Tough Bitch （页面存档备份，存于）
- （英文） Interview with Lynn Margulis on Gaia 5 minute MP3 from October 2005